# Сан Бартоломео (Кјети)
Сан Бартоломео (итал. San Bartolomeo) је насеље у Италији у округу Кјети, региону Абруцо.
Према процени из 2011. у насељу је живело 231 становника. Насеље се налази на надморској висини од 405 м.